# 효고현 제3구
효고현 제3구(兵庫県 第3区)는 일본의 중의원 선거구이다. 1994년 공직선거법으로 신설되었다.

## 지역
- 고베시
  - 스마구
  - 다루미구